# Drosophila yangana
Drosophila yangana är en tvåvingeart som beskrevs av José Albertino Rafael och Ana I. Vela 2003. Drosophila yangana ingår i släktet Drosophila och familjen daggflugor.
Artens utbredningsområde är Ecuador.